# Desa Dauhpuri Kangin
Desa Dauhpuri Kangin är en administrativ by i Indonesien.   Den ligger i provinsen Provinsi Bali, i den sydvästra delen av landet, 1 000 km öster om huvudstaden Jakarta. Desa Dauhpuri Kangin ligger på ön Bali.